# Campionato Nazionale
Il Campionato Nazionale si è svolto tra il 1915 e il 1933 come campionato parallelo al Campionato Internazionale, con formazioni formate unicamente da giocatori svizzeri.

## Storia

### Denominazioni
- 1915-1933: Campionato Nazionale

## Albo d'oro
- 1915-16:  HC Bern
- 1916-17:  HC Bern
- 1917-18:  HC Bern
- 1918-19:  Bellerive Vevey
- 1919-20:  Bellerive Vevey
- 1920-21:  Rosey-Gstaad
- 1921-22:  St. Moritz
- 1922-23:  St. Moritz
- 1923-24:  Rosey-Gstaad
- 1924-25:  Rosey-Gstaad
- 1925-26:  Davos
- 1926-27:  Davos
- 1927-28:  St. Moritz
- 1928-29:  Davos
- 1929-30:  Davos
- 1930-31:  Davos
- 1931-32:  Davos
- 1932-33:  Davos

### Classifica
- 7  Davos
- 3  HC Bern
- 3  Rosey-Gstaad
- 3  St. Moritz
- 2  Bellerive Vevey